# Sérgio Amadeu
Sérgio Amadeu da Silveira (22 de agosto de 1961) é um sociólogo brasileiro geralmente lembrado como defensor e divulgador do software livre e da inclusão digital no Brasil. Foi um dos implementadores dos Telecentros na América Latina e presidente do Instituto Nacional de Tecnologia da Informação. É graduado em Ciências Sociais pela Universidade de São Paulo (USP),  além de ter mestrado e doutorado em Ciência Política também pela USP. É professor adjunto da Universidade Federal do ABC (UFABC).

## Carreira
Sérgio Amadeu foi presidente da União Brasileira dos Estudantes Secundaristas (UBES), eleito no Congresso de Reconstrução da entidade, em 1981.
Sua carreira nas áreas de Inclusão Digital e Software Livre começou no Instituto Florestan Fernandes, ao participar da criação do Projeto Sampa.org de telecentros comunitários.
Com a vitória de Marta Suplicy nas eleições paulistanas, Amadeu criou e ficou à frente da Coordenadoria do Governo Eletrônico da Secretaria Municipal de Comunicação e Informação Social da Prefeitura de São Paulo. Reformulou o portal da prefeitura e criou a Rede Pública de Telecentros, que chegou a ter 129 unidades em dezembro de 2004 — o maior programa de inclusão digital já implementado no país.[carece de fontes?]
Foi nomeado e assumiu, em fevereiro de 2003, como presidente do Instituto Nacional de Tecnologia da Informação (ITI) da Casa Civil da Presidência da República do Brasil. Em sua gestão, o ITI assumiu a secretaria executiva do Projeto Casa Brasil, de inclusão digital. Participou da criação do Comitê de Implementação de Software Livre (CISL), uma iniciativa para incentivo ao uso do software público.
Em 2005, deixou o cargo e voltou a atuar como professor de pós-graduação na Faculdade Cásper Líbero, em São Paulo, cargo em que se manteve até 2009. Sérgio foi consultor de conteúdo do Campus Party Brasil 2009. Atualmente é membro da ABCiber (Associação Brasileira de Pesquisadores em Cibercultura). Como professor e pesquisador na Universidade Federal do ABC, desenvolve pesquisa na área de exclusão digital, tecnologia da informação e comunicação, sociedade da informação, economia informacional, cidadania digital e Internet.

## Software livre e inclusão digital
No texto "Coletivos tecnológicos e a produção colaborativa entre pares" publicado no livro "Abordagens em ciência, tecnologia e sociedade - Universidade Federal do ABC, 2014" Sérgio Amadeu conta como surgiu o pensamento de software livre, apresentando a maneira com que funciona o pensamento e colocando para o leitor os benefícios dessa cultura.
Cita alguns exemplos de softwares livres que tem sucesso mundial como o Linux e coloca como vantagem a melhoria rotineira desse tipo de software. Enquanto o software não-colaborativo tem uma equipe fechada e enxuta para desenvolver e melhorar o software em questão, o software livre tem o “mundo inteiro” para colaborar com possíveis melhorias, agregando conhecimento de uma gama de programadores muito maior, fazendo as melhorias serem contínuas. O autor da grande ênfase ao conhecimento que as pessoas irão adquirir tendo acesso aos códigos-fontes dos softwares e não se ele será vendido. É citado também no texto a comparação do processo colaborativo para o desenvolvimento de programas de computador “produção entre pares” com um bazar barulhento, onde todos tem voz para colaborar com o desenvolvimento, enquanto os softwares comerciais seriam silenciosas catedrais que não abrem espaço para mais pessoas participarem do desenvolvimento.
Sérgio nesse mesmo texto expõe ao leitor uma visão da cultura hacker, de modo a apresentar suas finalidades, objetivos, processo o qual funciona essa cultura e qual influência esse movimento tem para com o desenvolvimento do software livre. Explica como os hackers combatem o bloqueio ao conhecimento, e defendem uma liberdade do fluxo de informações, tendo como prioridade a circulação livre do conhecimento para qualquer pessoa ter acesso. Sérgio Amadeu chama atenção para o a importância de se debater a questão da "propriedade intelectual", pois ela não colabora com a disseminação de conhecimento de forma livre.

### Podcast Tecnopolítica
Sérgio apresenta o Podcast Tecnopolítica, em que se discute como a tecnologia tem modificado nossas relações sociais, econômicas e políticas, os mecanismos de poder que as tecnologias podem incorporar e conduzir, e a crítica sobre os dispositivos técnicos apresentados como neutros, objetivos e eficientes. Um episódio do podcast tratando sobre gênero, racismo e tecnologia chegou a ser bloqueado pelo YouTube, o que Sérgio considerou um exemplo de censura algorítmica.

## Obras
- Software Livre: a luta pela liberdade do conhecimento
- Software Livre e Inclusão Digital
- Exclusão digital: a miséria na era da informação. São Paulo: Perseu Abramo, 2001.
- Comunicação Digital e a Construção dos Commons: Redes virais, espectro aberto e as novas possibilidades de regulação